# John Belushi

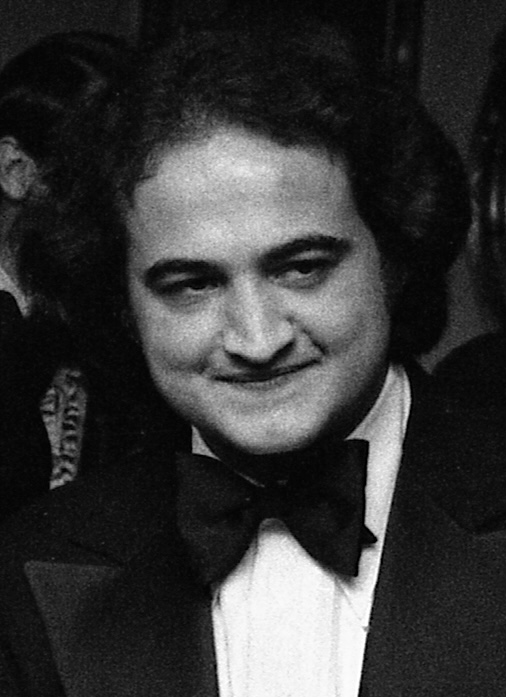
John Belushi (1976)

John Adam Belushi (* 24. Januar 1949 in Chicago, Illinois; † 5. März 1982 in West Hollywood, Kalifornien) war ein US-amerikanischer Sänger, Bluesmusiker und Filmschauspieler. Er war der Bruder des  Schauspielers Jim Belushi.

## Leben
John Belushi wuchs als Sohn albanischer Einwanderer in Wheaton im US-Bundesstaat Illinois auf. Bereits während seiner Collegezeit trat er in Theaterstücken auf. Ab Ende der 1970er Jahre spielte er zusammen mit Dan Aykroyd in der Band The Blues Brothers.
Einem breiten Publikum in den Vereinigten Staaten wurde er durch seine Auftritte in der Fernsehshow Saturday Night Live bekannt. 1978 hatte Belushi seinen ersten Filmauftritt in der Filmkomödie Ich glaub’, mich tritt ein Pferd. 1978 erschien die LP A Briefcase Full of Blues mit Liveversionen alter Bluesnummern und Eigenkompositionen. Sein größter Filmerfolg wurde die Musikkomödie Blues Brothers von John Landis, in der er an der Seite von Dan Aykroyd auftrat. Zusammen mit diesem trat er schon vor dem Film (als Jake und Elwood Blues) auf Konzerten auf. Unterstützt wurde dieses musikalische Projekt von The Blues Brothers Band, der namhafte Musiker angehörten, die auch im Film mitwirkten. Später erschien der Filmsoundtrack, bis heute die erfolgreichste Platte der Blues Brothers. Belushi imitierte mit Vorliebe den bekannten Rhythm-’n’-Blues-Musiker Joe Cocker und trat auch mit ihm zusammen auf.
Belushi war langjähriger Drogenkonsument. Nach einer exzessiven Drogen-Party in einem Bungalow des Chateau Marmont Hotels in West Hollywood starb er 1982 im Alter von 33 Jahren an einem Speedball, einer Injektion von Kokain und Heroin, seitdem im amerikanischen Slang auch als „Belushi“ bekannt. Er wurde von seinem Personal Trainer Bill Wallace leblos aufgefunden, der noch versuchte, ihn wiederzubeleben. Etwas später gab Catherine Evelyn Smith, eine Freundin von Belushi, zu, dem Schauspieler versehentlich eine tödliche Dosis verabreicht und ihn dann zurückgelassen zu haben; sie musste deshalb eine längere Gefängnisstrafe verbüßen. Belushis Grab befindet sich auf dem Abel’s Hill Cemetery von Chilmark auf Martha’s Vineyard, Massachusetts.

“I may be gone, but Rock and Roll lives on”

„Ich mag gegangen sein, aber der Rock ’n’ Roll lebt weiter“

## Filmografie
- 1973: National Lampoon’s Lemmings (Kurzfilm)
- 1975: Schande des Dschungels (Tarzoon, la honte de la jungle) – Stimme in der amerikanischen Synchronisation
- 1975–1979: Saturday Night Live (Fernsehserie)
- 1976: The Beach Boys: It’s OK (TV) – Kurzfilm
- 1977: Things We Did Last Summer (TV) – Kurzfilm
- 1978: The Rutles: All You Need Is Cash (TV) (als Ron Decline bzw. Allen Klein[6])
- 1978: Ich glaub’, mich tritt ein Pferd (National Lampoon’s Animal House)
- 1978: Der Galgenstrick (Goin’ South)
- 1978: Grateful Dead: The Closing of Winterland (TV)
- 1979: Diane (Old Boyfriends)
- 1979: 1941 – Wo bitte geht’s nach Hollywood (1941)
- 1980: Blues Brothers (The Blues Brothers)
- 1981: Zwei wie Katz und Maus (Continental Divide)
- 1981: Steve Martin’s Best Show Ever (TV) – Kurzfilm
- 1981: Die verrückten Nachbarn (Neighbors)

## Deutsche Synchronstimme
Belushi hatte verschiedene Synchronsprecher, dazu gehören unter anderem Manfred Lehmann (1941 – Wo bitte geht’s nach Hollywood) oder Wolfgang Pampel (Der Galgenstrick). In Blues Brothers wurde er von Rainer Basedow synchronisiert, welcher seine bekannteste Synchronstimme sein dürfte.

## Film
- Belushi – Wired: Verfilmung von Woodwards Buch von Larry Peerce aus dem Jahre 1989; mit Michael Chiklis als Belushi. Der Film bekam negative Kritiken und wurde von Belushis Familie, seinen Freunden und Kollegen extrem verrissen.[8]
- Belushi von R. J. Cutler (Vereinigte Staaten, 2020)

## Musik
Die Gruppe Anthrax schrieb das Stück Efilnikufesin (N.F.L.) (vom Album Among the Living, 1987) über das Leben und den frühen Drogentod von John Belushi, den die Bandmitglieder verehrten.